# Габриэлли, Джулио
Джулио Габриэлли старший (итал. Giulio Gabrielli il Vecchio; 6 января 1603, Рим, Папская область — 31 августа 1677, там же) — итальянский куриальный кардинал. Епископ Асколи-Пичено с 10 февраля 1642 по 30 января 1668. Апостольский легат в Урбино с 6 июля 1643 по 1 января 1646. Апостольский администратор Риети с 12 марта 1668 по 2 августа 1670. Апостольский легат в Романье с 6 октября 1670 по 31 января 1677. Кардинал-дьякон с 16 декабря 1641, с титулярной диаконией Санта-Мария-Нуова с 10 февраля по 10 ноября 1642. Кардинал-дьякон с титулярной диаконией Санта-Агата-алла-Субурра с 10 ноября 1642 по 14 мая 1655.  Кардинал-дьякон с титулярной диаконией Санта-Мария-ин-Виа-Лата с 14 мая 1655 по 6 марта 1656. Кардинал-протодьякон с 14 мая 1655 по 6 марта 1656. Кардинал-священник с титулом церкви Санта-Приска с 6 марта 1656 по 18 июля 1667. Кардинал-священник с титулом церкви Санта-Прасседа с 18 июля по 14 ноября 1667. Кардинал-священник с титулом церкви Сан-Лоренцо-ин-Лучина с 14 ноября 1667 по 30 января 1668. Кардинал-протопресвитер с 14 ноября 1667 по 30 января 1668. Кардинал-епископ Сабины с 30 января 1668 по 31 августа 1677.